# Herschel Vespasian Johnson

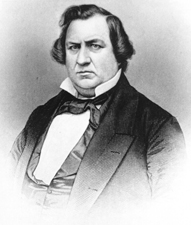
Herschel Vespasian Johnson

Herschel Vespasian Johnson (* 18. September 1812 im Burke County, Georgia; † 16. August 1880 in Louisville, Georgia) war ein US-amerikanischer Politiker und von 1853 bis 1857 Gouverneur von Georgia.

## Frühe Jahre
Der junge Johnson studierte an der University of Georgia Jura und machte 1834 dort seinen Abschluss. Danach eröffnete er Kanzleien in Augusta, Louisville und in Georgias damaliger Hauptstadt Milledgeville. Als Mitglied der Demokratischen Partei war er 1844 einer der Wahlmänner von James K. Polk bei der Präsidentschaftswahl. 1847 bewarb er sich erfolglos um die Nominierung seiner Partei für die anstehende Gouverneurswahl. 1848 wurde er in den US-Senat berufen, um die Amtszeit von Senator Walter T. Colquitt zu beenden, der sein Mandat zu Gunsten eines Richteramts in Georgia aufgegeben hatte. Seine Amtszeit betrug nur 13 Monate, von Februar 1848 bis zum März 1849. Bis 1853 war er Richter am Gericht von Ocmulgee, dabei aber auch weiter politisch aktiv. So war er 1852 wieder Wahlmann der Demokraten bei der Präsidentschaftswahl von Franklin Pierce.

## Politischer Aufstieg
Im Dezember 1850 hatte der amtierende Gouverneur George Towns eine Versammlung einberufen, die den Austritt Georgias aus der Union beschließen sollte. Hintergrund war der Kompromiss von 1850 und die damit verbundene Einschränkung der Sklaverei in den neu erworbenen US-amerikanischen Territorien. Johnson unterstützte in dieser Angelegenheit Towns und setzte sich für die Abspaltung Georgias ein. Allerdings fand dieser Vorschlag keine Mehrheit. Towns und Johnson mussten sich geschlagen geben. Die 1850er Jahre waren für Johnsons weiteren Werdegang bedeutungsvoll. 1853 wurde er als Nachfolger von Howell Cobb zum Gouverneur von Georgia gewählt und zwei Jahre später in diesem Amt bestätigt. Als in der Mitte des Jahrzehnts erneut Stimmen laut wurden, die eine Abspaltung Georgias von der Union forderten, änderte Johnson seine bisherige Haltung und erteilte allen Separatisten eine Absage. Diese moderate Position behielt er in den folgenden Jahren, auch nach dem Ende seiner Amtszeit 1857, bei. Das führte zu einer Annäherung an den Nordflügel der Demokratischen Partei, die ihn für die Präsidentschaftswahlen des Jahres 1860 zu ihrem Kandidaten für die Vizepräsidentschaft nominierte, während Stephen A. Douglas für die Präsidentschaft aufgestellt wurde. Die Wahlen endeten allerdings mit dem Sieg des Republikaners Abraham Lincoln.

## Johnson und die Sezession
Wie in den meisten Südstaaten fand auch in Georgia nach der Wahl von 1860 ein Kongress statt, der über den Austritt des Staates aus der Union beraten sollte. Johnson sprach sich dabei vehement für einen Verbleib des Staates bei der Union aus. Sein Sinneswandel, den er seit dem ersten Kongress 1850 vollzogen hatte, darf aber keineswegs als Hinwendung zu den Ansichten des Nordens oder gar der Republikanischen Partei verstanden werden. Er war nach wie vor ein Befürworter der Sklaverei und sah nur eine bessere Chance, diese fragwürdige Institution innerhalb der Union zu verteidigen als außerhalb. Er konnte sich auf dem Kongress nicht durchsetzen und Georgia beschloss, sich der Konföderation anzuschließen. Johnson akzeptierte die neuen Verhältnisse und war von 1862 bis 1865 Senator im Senat der Konföderierten Staaten.

## Lebensende und Tod
Nach dem Krieg wurde er 1866 entsprechend dem Rekonstruktionsplan von Präsident Andrew Johnson in den US-Senat gewählt. Aufgrund der politischen Querelen in Washington zwischen dem Präsidenten und dem radikalen Flügel der Republikaner konnte Präsident Johnsons Plan nicht verwirklicht werden und Herschel Johnson sowie den anderen gewählten Abgeordneten und Senatoren aus dem geschlagenen Süden wurde die Zugehörigkeit zum Kongress verweigert. Daraufhin zog er sich nach Louisville zurück und wurde wieder als Anwalt tätig. Seit 1873 übte er wieder das Amt eines Richters aus. 1880 starb er in Louisville.
Nach ihm ist Johnson County in Georgia benannt.